# Leila Denmark
Dr. Leila Alice Denmark (geboren Daughtry; Portal, Georgia, 1 februari 1898 – Athens, Georgia, 1 april 2012) was een Amerikaans kinderarts. Als medicus hielp ze onder andere het vaccin tegen kinkhoest te ontwikkelen.
Denmark was tot de leeftijd van 103 werkzaam en daarmee de oudste praktiserende kinderarts ter wereld ooit. Ze was van 24 januari 2012 tot haar overlijden enkele maanden later officieel de op drie na oudste vrouw en op vier na oudste mens ter wereld. Ze stierf uiteindelijk op de leeftijd van 114 jaar en twee maanden.

## Biografie

### Jonge jaren
Denmark was het derde kind van in totaal 12 kinderen van Elerbee Daughtry en Alice Cornelia Hendricks. Ze studeerde aan het Tift College in Forsyth, waar ze een lerarenopleiding volgde. Ze verlegde echter haar interesse naar geneeskunde toen haar verloofde, John E. Denmark, door het United States Department of State naar Java werd gestuurd, en zij niet mee mocht. Leila Denmark was de enige vrouw die in 1928 afstudeerde aan het Medical College of Georgia. Kort na het voltooien van haar opleiding trouwde ze met hem.

### Medischecarrière
Na haar afstuderen accepteerde Denmark een functie in Atlanta. Met haar man verhuisde ze naar de wijk Virginia-Highland. Denmark was de eerste arts die kwam te werken bij het Henrietta Eggleston Hospital, een kinderziekenhuis dat deel uitmaakte van de Emory-universiteit. Daarnaast ontving ze ook patiënten in een kliniek bij haar thuis. Tevens besteedde ze veel tijd aan vrijwilligerswerk.
In de jaren 20 en 30 was Denmark een van de artsen die meewerkte aan de ontwikkeling van een vaccin tegen kinkhoest.
Denmark omschreef haar ervaringen als kinderarts in het boek Every Child Should Have A Chance uit 1971. Ze was een van de eerste artsen die wees op de gevaren van roken in de nabijheid van kinderen, en het gebruik van drugs, zoals alcohol en tabak, door zwangere vrouwen. Ze geloofde ook dat het drinken van koemelk schadelijk was, en dat zowel kinderen als volwassenen meer fruit zouden moeten eten in plaats van vruchtensappen te drinken.
Op 9 maart 2000 - ze was toen al 102 - werd ze geëerd door de Georgia General Assembly, het parlement van de deelstaat Georgia.

### Latere jaren
Denmark bleef nog tot haar 103e actief als kinderarts. Op zowel haar 100e als 103e verjaardag weigerde ze een stuk taart omdat er volgens haar te veel suiker in zit. Naar eigen zeggen zou ze toen al 70 jaar geen voedsel meer hebben genuttigd waar suiker in zat.
In 2002 schreef ze, als 104-jarige, samen met Madia Bowman een tweede boek getiteld Dr. Denmark Said It!: Advice for Mothers from America's Most Experienced Pediatrician.
Tot haar 106e woonde Denmark in Alpharetta. Daarna ging ze bij haar dochter, Mary Hutcherson, inwonen in Athens. In 2008, even na haar 110e verjaardag, zou haar gezondheid volgens haar dochter sterk achteruit zijn gegaan, maar nadien weer zijn verbeterd.